# 르노 R29

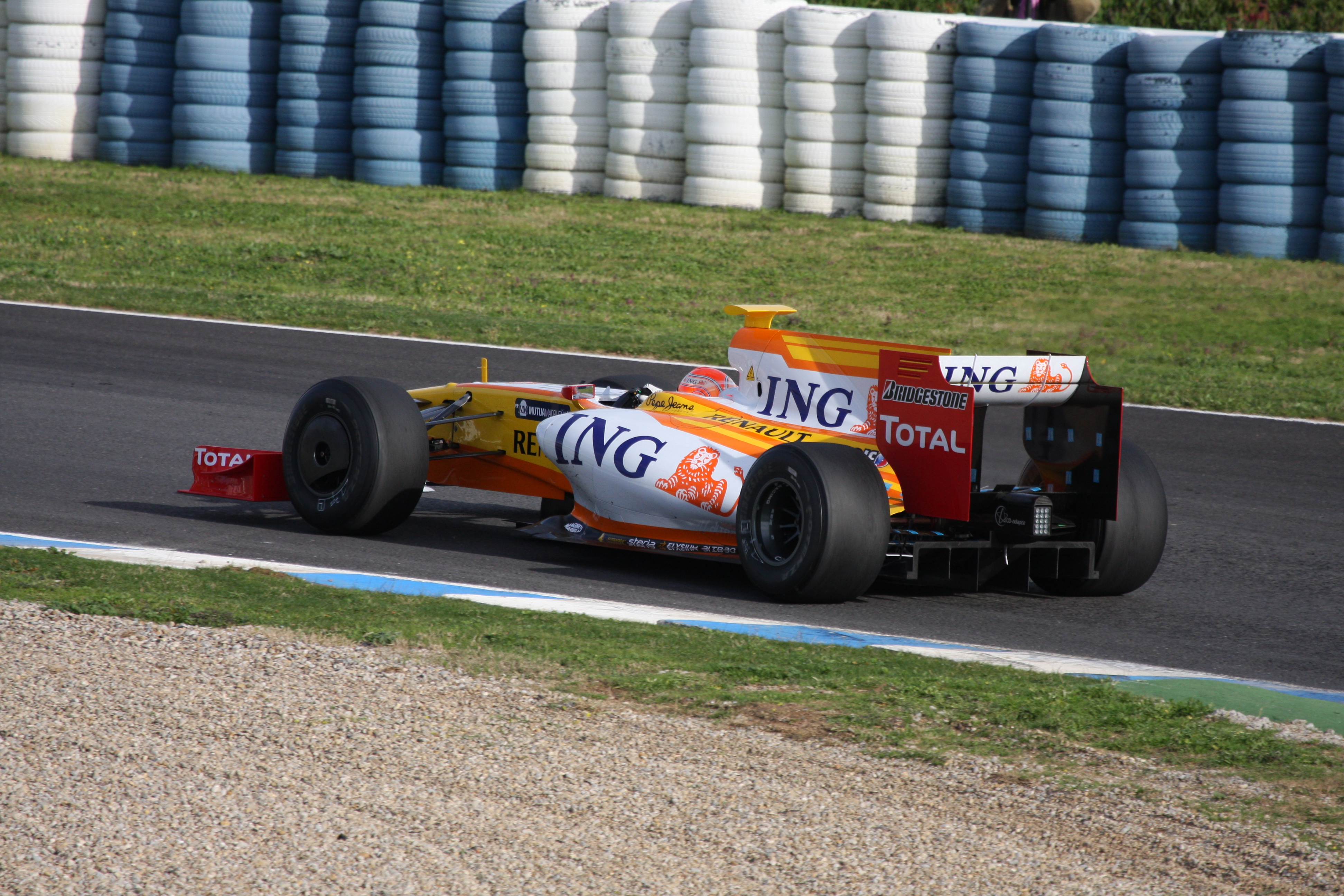
2009 포뮬러 원 시즌에서 르노 F1팀의 넬슨 피케 주니어가 운전중인 르노 R29 레이싱카

르노 R29는 르노 F1팀에서 제작하고 사용했던 포뮬러 원 레이싱카이다. 2009년 1월 19일 발표되었으며, 2009년 포뮬러 원 대회에 사용되었다.